# Maurizio Noci
Maurizio Noci (Crema, 10 agosto 1937 – Crema, 22 dicembre 2019) è stato un politico italiano.

## Biografia
Sindaco socialista di Crema dal 1975 al 1979, è stato senatore della Repubblica per due legislature (VIII e IX), deputato alla Camera nella X legislatura e sottosegretario di Stato all'Agricoltura e Foreste nel Governo Andreotti VII. Sindacalista, è stato anche assessore e consigliere comunale.